# جدول‌های موسیقی ترکیه
جدول‌های موسیقی ترکیه جدول‌های رسمی رتبه‌بندی موسیقی در ترکیه است.